# Jon Elster
Pour les articles homonymes, voir Elster.
Jon Elster, né le 22 février 1940 à Oslo, est un philosophe et sociologue norvégien. Ses travaux portent notamment sur le marxisme analytique et sur la théorie du choix rationnel.

## Biographie
Il poursuit ses études secondaires à la prestigieuse école de la cathédrale d'Oslo. Il a effectué une partie de ses études à l'École normale supérieure de Paris et a obtenu un doctorat en philosophie à la Sorbonne.
Il a été enseignant à l'université d'Oslo ainsi qu'à l'université de Chicago.
Elster est actuellement titulaire de la chaire Robert King Merton et professeur en sciences sociales à l'université Columbia. En 2005, il a été élu au Collège de France où il a dispensé 5 années son cours dans la chaire de Rationalité et sciences sociales.
Il est le fils de Torolf Elster, écrivain et journaliste norvégien.

## Sa pensée
La théorie générale de l’action humaine d’Elster (telle que présentée dans son ouvrage Nuts and Bolts for the Social Sciences) consiste à dire que tout aspect des actions humaines peut s’envisager comme le résultat de deux processus de filtrage : 
1. un ensemble de contraintes structurelles (échappant au contrôle immédiat de l’agent), qui réduisent l’ensemble des actions possibles d’un point de vue abstrait à l’ensemble des actions faisables;
2. le mécanisme qui sélectionne l'élément de l’ensemble des actions faisables qui sera réalisé.

Elster nomme "structuraliste" la position selon laquelle le premier filtre réduit l’ensemble des actions faisables à un seul élément ou, du moins, à un ensemble si restreint que le deuxième filtre en perd toute signification. Mais rejetant cette position structuraliste, il considère plutôt les contraintes structurelles comme une toile de fond et se concentre sur le fonctionnement du second filtre. Deux interprétations principales en sont alors possibles ; 
- la position qu'on pourrait appeler traditionaliste consiste à affirmer qu’une des actions faisables est choisie à la suite de l’application involontaire de normes traditionnelles;
- l’approche en termes de choix rationnel affirme en revanche que le second processus de filtrage consiste en un choix délibéré et intentionnel d’une option faisable, choix qui maximise une fonction-objectif tel que le profit ou l’utilité.

## Œuvre
- Logic and Society, 1978
- Ulysses and the Sirens, 1979
- Sour Grapes: Studies in the Subversion of Rationality, 1983
- Making Sense of Marx, 1985
- An Introduction to Karl Marx, 1986
- Hva er igjen av Marx?, 1988
- Nuts and bolts for the Social Sciences, 1989
- Vitenskap og politikk, 1989
- Political Psychology, 1993
- Strong Feelings: Emotion, Addiction, and Human Behavior The Jean Nicod Lectures., 1997
- Alchemies of the Mind: Rationality and the Emotions, 1999
- Ulysses Unbound: Studies in Rationality, Precommitment, and Constraints, 2002
- Closing the Books: Transitional Justice in Historical Perspective, 2004
- Explaining social behaviour, 2007
- Le désintéressement : Traité critique de l'homme économique, tome 1, 2009
- L'irrationalité : Traité critique de l'homme économique, tome 2, 2010
- (en) France Before 1789 : The Unraveling of an Absolutist Regime, Princeton, Princeton University Press, 2020, 280 p. (ISBN 9780691149813)

### Textes disponibles en français
- Ivar Ekeland,   (Auteur) Théorie économique et rationalité, Vuibert, 96 p., 2011
- « Le marché et le forum » in La Démocratie délibérative. Anthologie de textes fondamentaux par Charles Girard et Alice Le Goff, collection L'Avocat du Diable, Éditions Hermann, 2010
- L'irrationalité - Traité critique de l'homme économique Tome II, Seuil 2010
- Le désintéressement - Traité critique de l'homme économique Tome I, Seuil 2009
- Agir contre soi : La faiblesse de volonté, Odile Jacob, 189 p., 2007
- Raison et raisons, Fayard, 2006
- Proverbes, maximes, émotions, PUF, 192 p., 2003
- Psychologie politique - Veyne, Zinoviev, Tocqueville, Les éditions de minuit, 192 p., 1990
- Karl Marx, une interprétation analytique, P.U.F. 1989
- Le Laboureur et ses enfants. Deux essais sur les limites de la rationalité, Les éditions de Minuit, 199 p., 1987
- Leibniz et la formation de l'esprit capitaliste, Aubier 1975